# Elitserien 2012-2013
L'Elitserien 2012-2013 è l'89º massimo campionato svedese di hockey su ghiaccio, il 38º disputato dalla nascita della Elitserien. La stagione regolare iniziò il 13 settembre 2012 e si concluse il 5 marzo 2013. I playoff iniziarono il 12 marzo 2013 e terminarono il 18 aprile 2013. Questo fu l'ultimo campionato ad essere denominato "Elitserien", infatti il 17 giugno 2013 la lega scelse il nuovo nome "Svenska hockeyligan" (SHL).
Il campionato fu vinto dallo Skellefteå AIK dopo la finale vinta per 4-0 contro il Luleå HF: per lo Skellefteå si trattò del secondo titolo nella sua storia, il primo dal 1981. Al termine del torneo di qualificazione delle Kvalserien il Timrå IK e il Rögle BK furono retrocessi in HockeyAllsvenskan e sostituiti dall'Örebro HK e il Leksands IF.

## Squadre
Le squadre militanti in Elitserien nella stagione 2012-2013 sono le seguenti:
| Squadra        | Città        | Arena                  | Capacità | AIK Brynäs Frölunda Färjestad HV71 Linköping Luleå Modo Rögle Skellefteå Timrå Växjö Lakers Localizzazione dei team in Elitserien |
| -------------- | ------------ | ---------------------- | -------- | --- |
| AIK            | Stoccolma    | Hovet                  | 8.094    | AIK Brynäs Frölunda Färjestad HV71 Linköping Luleå Modo Rögle Skellefteå Timrå Växjö Lakers Localizzazione dei team in Elitserien |
| Brynäs         | Gävle        | Läkerol Arena          | 8.265    | AIK Brynäs Frölunda Färjestad HV71 Linköping Luleå Modo Rögle Skellefteå Timrå Växjö Lakers Localizzazione dei team in Elitserien |
| Frölunda       | Göteborg     | Scandinavium           | 12.044   | AIK Brynäs Frölunda Färjestad HV71 Linköping Luleå Modo Rögle Skellefteå Timrå Växjö Lakers Localizzazione dei team in Elitserien |
| Färjestad      | Karlstad     | Löfbergs Lila Arena    | 8.647    | AIK Brynäs Frölunda Färjestad HV71 Linköping Luleå Modo Rögle Skellefteå Timrå Växjö Lakers Localizzazione dei team in Elitserien |
| HV71           | Jönköping    | Kinnarps Arena         | 7.038    | AIK Brynäs Frölunda Färjestad HV71 Linköping Luleå Modo Rögle Skellefteå Timrå Växjö Lakers Localizzazione dei team in Elitserien |
| Linköping      | Linköping    | Cloetta Center         | 8.500    | AIK Brynäs Frölunda Färjestad HV71 Linköping Luleå Modo Rögle Skellefteå Timrå Växjö Lakers Localizzazione dei team in Elitserien |
| Luleå          | Luleå        | Coop Arena             | 6.000    | AIK Brynäs Frölunda Färjestad HV71 Linköping Luleå Modo Rögle Skellefteå Timrå Växjö Lakers Localizzazione dei team in Elitserien |
| MODO           | Örnsköldsvik | Fjällräven Center      | 7.600    | AIK Brynäs Frölunda Färjestad HV71 Linköping Luleå Modo Rögle Skellefteå Timrå Växjö Lakers Localizzazione dei team in Elitserien |
| Rögle          | Ängelholm    | Lindab Arena           | 5.150    | AIK Brynäs Frölunda Färjestad HV71 Linköping Luleå Modo Rögle Skellefteå Timrå Växjö Lakers Localizzazione dei team in Elitserien |
| Skellefteå AIK | Skellefteå   | Skellefteå Kraft Arena | 6.001    | AIK Brynäs Frölunda Färjestad HV71 Linköping Luleå Modo Rögle Skellefteå Timrå Växjö Lakers Localizzazione dei team in Elitserien |
| Timrå          | Timrå        | E.ON Arena             | 6.000    | AIK Brynäs Frölunda Färjestad HV71 Linköping Luleå Modo Rögle Skellefteå Timrå Växjö Lakers Localizzazione dei team in Elitserien |
| Växjö Lakers   | Växjö        | Vida Arena             | 5.000    | AIK Brynäs Frölunda Färjestad HV71 Linköping Luleå Modo Rögle Skellefteå Timrå Växjö Lakers Localizzazione dei team in Elitserien |

## Stagione regolare
La stagione regolare ha avuto inizio il 13 settembre 2012 ed è terminata il 5 marzo 2013.

### Classifica
|                   | Pos. | Squadra        | Pt  | G  | V  | VOT | POT | P  | GF  | GS  | DR  |
| ----------------- | ---- | -------------- | --- | -- | -- | --- | --- | -- | --- | --- | --- |
| Svezia (bandiera) | 1.   | Skellefteå AIK | 114 | 55 | 34 | 4   | 4   | 13 | 170 | 107 | +63 |
|                   | 2.   | Färjestad      | 102 | 55 | 27 | 7   | 7   | 14 | 155 | 110 | +45 |
|                   | 3.   | Luleå          | 102 | 55 | 25 | 9   | 9   | 12 | 145 | 102 | +43 |
|                   | 4.   | HV71           | 102 | 55 | 27 | 9   | 3   | 16 | 155 | 124 | +31 |
|                   | 5.   | Linköping      | 94  | 55 | 27 | 4   | 5   | 19 | 145 | 136 | +9  |
|                   | 6.   | Frölunda       | 84  | 55 | 21 | 8   | 5   | 21 | 123 | 126 | -3  |
|                   | 7.   | MODO           | 81  | 55 | 19 | 7   | 10  | 19 | 135 | 129 | +6  |
|                   | 8.   | Brynäs         | 75  | 55 | 17 | 6   | 12  | 20 | 123 | 166 | -43 |
|                   | 9.   | AIK            | 69  | 55 | 16 | 7   | 7   | 25 | 123 | 149 | -26 |
|                   | 10.  | Växjö Lakers   | 64  | 55 | 14 | 7   | 8   | 26 | 102 | 130 | -28 |
|                   | 11.  | Timrå          | 57  | 55 | 12 | 8   | 5   | 30 | 100 | 127 | -27 |
|                   | 12.  | Rögle          | 46  | 55 | 10 | 5   | 6   | 34 | 104 | 174 | -70 |

Legenda:

      Ammesse ai Playoff
      Ammesse alle Kvalserien
Note:

Tre punti a vittoria, due punti a vittoria dopo overtime, un punto a sconfitta dopo overtime, zero a sconfitta.

## Kvalserien
La 39º edizione della Kvalserien durò dal 14 marzo al 5 aprile 2013. Vi presero parte le ultime due classificate della Elitserien e le migliori quattro formazioni della HockeyAllsvenskan. Al termine di un doppio girone all'italiana le prime due classificate si qualificarono per la stagione successiva in Svenska Hockeyligan, mentre le altre sarebbero andate in HockeyAllsvenskan.

### Classifica
|  | Pos. | Squadra       | Pt | G  | V | VOT | POT | P | GF | GS | DR  |
|  | ---- | ------------- | -- | -- | - | --- | --- | - | -- | -- | --- |
|  | 1.   | Örebro        | 24 | 10 | 6 | 2   | 2   | 0 | 29 | 16 | +13 |
|  | 2.   | Leksand       | 22 | 10 | 7 | 0   | 1   | 2 | 36 | 19 | +17 |
|  | 3.   | Timrå         | 17 | 10 | 4 | 2   | 1   | 3 | 30 | 30 | 0   |
|  | 4.   | Västerås      | 12 | 10 | 3 | 1   | 1   | 5 | 19 | 23 | -4  |
|  | 5.   | Rögle         | 8  | 10 | 2 | 1   | 0   | 7 | 18 | 27 | -9  |
|  | 6.   | Södertälje SK | 7  | 10 | 2 | 0   | 1   | 7 | 16 | 33 | -17 |

Legenda:

      Ammesse alla SHL 2013-2014
      Ammesse all'HockeyAllsvenskan 2013-2014
Note:

Tre punti a vittoria, due punti a vittoria dopo overtime, un punto a sconfitta dopo overtime, zero a sconfitta.

## Playoff
I playoff hanno avuto inizio il 12 marzo e si sono conclusi il 18 aprile 2013. Le prime tre qualificate possono scegliere la loro avversaria per i quarti di finale. Dopo il primo turno, gli accoppiamenti vengono riorganizzati in base alla posizione in regular season delle squadre qualificate.

### Tabellone
|  | Quarti di finale | Quarti di finale | Quarti di finale |          |          | Semifinali     | Semifinali | Semifinali |  |  | Finale | Finale         | Finale |
|  |                  |                  |                  |          |          |                |            |            |  |  |        |                |        |
|  | 1                | Skellefteå AIK   | 4                |          |          |                |            |            |  |  |        |                |        |
|  | 8                | Brynäs IF        | 0                |          |          |                |            |            |  |  |        |                |        |
|  | 8                | Brynäs IF        | 0                |          | 1        | Skellefteå AIK | 4          |            |  |  |        |                |        |
|  |                  |                  |                  |          | 1        | Skellefteå AIK | 4          |            |  |  |        |                |        |
|  |                  | 5                | Linköpings HC    | 1        |          |                |            |            |  |  |        |                |        |
|  | 4                | 5                | Linköpings HC    | 1        | HV71     | 1              |            |            |  |  |        |                |        |
|  | 4                |                  |                  |          | HV71     | 1              |            |            |  |  |        |                |        |
|  | 5                | Linköpings HC    | 4                |          |          |                |            |            |  |  |        |                |        |
|  |                  |                  |                  |          |          |                |            |            |  |  | 1      | Skellefteå AIK | 4      |
|  |                  |                  | 3                | Luleå HF | 0        |                |            |            |  |  |        |                |        |
|  | 2                | Färjestad BK     | 4                |          |          |                |            |            |  |  |        |                |        |
|  | 7                | Modo Hockey      | 1                |          |          |                |            |            |  |  |        |                |        |
|  | 7                | Modo Hockey      | 1                |          | 2        | Färjestad BK   | 1          |            |  |  |        |                |        |
|  |                  |                  |                  |          | 2        | Färjestad BK   | 1          |            |  |  |        |                |        |
|  |                  | 3                | Luleå HF         | 4        |          |                |            |            |  |  |        |                |        |
|  | 3                | 3                | Luleå HF         | 4        | Luleå HF | 4              |            |            |  |  |        |                |        |
|  | 3                |                  |                  |          | Luleå HF | 4              |            |            |  |  |        |                |        |
|  | 6                | Frölunda HC      | 2                |          |          |                |            |            |  |  |        |                |        |

### Quarti di finale
| Squadra 1      | Totale | Squadra 2 | Gara 1 | Gara 2 | Gara 3    | Gara 4    | Gara 5    | Gara 6 | Gara 7 |
| -------------- | ------ | --------- | ------ | ------ | --------- | --------- | --------- | ------ | ------ |
| Skellefteå AIK | 4 - 0  | Brynäs    | 5 - 0  | 7 - 3  | 4 - 1     | 4 - 0     |           |        |        |
| Färjestad      | 4 - 1  | MODO      | 4 - 2  | 5 - 3  | 2 - 1     | 4 - 5 dts | 1 - 0 dts |        |        |
| Luleå          | 4 - 2  | Frölunda  | 5 - 2  | 0 - 2  | 3 - 1     | 3 - 4 dts | 4 - 1     | 4 - 2  |        |
| HV71           | 1 - 4  | Linköping | 6 - 0  | 1 - 6  | 4 - 5 dts | 4 - 5 dts | 1 - 6     |        |        |

### Semifinali
| Squadra 1      | Totale | Squadra 2 | Gara 1    | Gara 2    | Gara 3    | Gara 4    | Gara 5    | Gara 6 | Gara 7 |
| -------------- | ------ | --------- | --------- | --------- | --------- | --------- | --------- | ------ | ------ |
| Skellefteå AIK | 4 - 1  | Linköping | 2 - 3 dts | 3 - 2 dts | 3 - 2 dts | 3 - 2 dts | 3 - 1     |        |        |
| Färjestad      | 1 - 4  | Luleå     | 1 - 4     | 2 - 5     | 4 - 1     | 2 - 3 dts | 1 - 2 dts |        |        |

### Finale
| Squadra 1      | Totale | Squadra 2 | Gara 1    | Gara 2 | Gara 3 | Gara 4 | Gara 5 | Gara 6 | Gara 7 |
| -------------- | ------ | --------- | --------- | ------ | ------ | ------ | ------ | ------ | ------ |
| Skellefteå AIK | 4 - 0  | Luleå     | 1 - 0 dts | 4 - 2  | 2 - 1  | 4 - 0  |        |        |        |

## Verdetti
- Campione di Svezia:  Skellefteå AIK (2º titolo)
- Promozioni in Svenska Hockeyligan: Örebro HK, Leksands IF.
- Retrocessioni in HockeyAllsvenskan: Timrå IK, Rögle BK.

## Premi individuali
- Guldpucken (miglior giocatore svedese) - Jimmie Ericsson, Skellefteå AIK
- Guldhjälmen (Most Valuable Player) - Bud Holloway, Skellefteå AIK
- Honkens trofé (miglior portiere) - Gustaf Wesslau, HV71
- Håkan Loob Trophy (miglior marcatore) - Carl Söderberg, Linköpings HC
- Salming Trophy (miglior difensore) - Magnus Nygren, Färjestads BK
- Stefan Liv Memorial Trophy (MVP dei playoff) - Oscar Lindberg, Skellefteå AIK
- Årets nykomling (rookie dell'anno) - William Karlsson, HV71
- Guldpipa (miglior arbitro) - Ulf Rönnmark